# Бут, Мэрилин
Мэрилин Бут(англ. Marilyn Booth род. 24 февраля 1955) — автор, учёный и переводчик арабской литературы. С 2015 года она стала Халид бин Абдулла Аль Сауд, профессор по изучению современного арабского мира в Оксфордском университете и в колледже Магдалины в Оксфорде.

## Биография
Бут окончила с отличием Гарвардский университет в 1978 году. Она получила степень доктора философии по арабской литературе и истории Ближнего Востока в колледже Св. Антония в Оксфорде в 1985 году. Она получила стипендию Маршалла на обучение в докторантуре Оксфорда. Она преподавала в Университете Брауна, Американском университете в Каире и Университете Иллинойса в Урбане-Шампейн (UIUC). Она была руководителем Центра исследований Южной Азии и Ближнего Востока в UIUC.
Бут написала три книги (в том числе одну о египетском поэте Байраме аль-Туниси), а также многочисленные научные статьи и главы в книгах. Она также перевела на английский язык множество произведений арабской литературы. Её работы появлялись в литературном журнале «Banipal» и международном журнале «Words Without Borders (WWB)». Она была лауреатом Премии Арканзаса за перевод на арабский язык и получила второе место в Премии Банипала, а её перевод Джоха Альхартхи «Небесные тела» получил международную премию Букера 2019 года. Она также была судьей премии Банипал в 2008 и 2009 годах.
Бут была первым переводчиком бестселлера Раджа аль-Санея «Девушки из Эр-Рияда». Однако в письме к «The Times Literary Supplement» в сентябре 2007 года она утверждала, что автор и издатели «Penguin Books» вмешались в её первоначальный перевод в ущерб окончательному тексту. Бут также написала об этом инциденте в научной статье под названием «Переводчик против автора», опубликованной в выпуске журнала «Translation Studies» за 2008 год.

## Труды
- «Classes of Ladies of Cloistered Spaces: Writing Feminist History through Biography in Fin-de-Siècle Egypt» — Эдинбург: Edinburgh University Press, 2015 г.
- «May Her Likes Be Multiplied: Biography and Gender Politics in Egypt». Берклии Лос-Анджелес: University of California Press, 2001.
  - Переведено на арабский язык: «Shahirat al-nisa’: Adab al-tarajim wa-siyasiyyat al-naw’ fi Misr. Trans. Sahar Tawfiq» — Каир: Al-Markaz al-qawmi lil-tarjama (№ 1265), 2008 г.
- «Bayram al Tunisi’s Egypt: Social Criticism and Narrative Strategies». Монографии Св. Антония на Ближнем Востоке — Эксетер: Ithaca Press, 1990 г.

### Переводы
- «The Penguin’s Song» авт. Хасан Дауд
- «As Though She Were Sleeping» авт. Элиас Хури
- «Девушки из Эр-Рияда» авт. Раджа аль-Санея
- «Thieves in Retirement» авт. Хамди Абу Голайел (второе место на премии Банипала, 2007 г.)
- «The Loved Ones» авт. Алия Мамдух
- «Disciples of Passion» авт. Хода Баракат
- «The Tiller of Waters» авт. Хода Баракат
- «Children of the Waters» авт. Ибтихал Салем
- «Leaves of Narcissus» авт. Сомая Рамадан
- «The Open Door» авт. Латифа аз-Зайят
- «Points of the Compass» авт. Сахар Тауфик (победитель Премии за арабский перевод Арканзаса, 1994-1995 гг.)
- «My Grandmother’s Cactus»: Истории Египтянок
- «Memoirs from the Women’s Prison» авт. Наваль Эль Саадави
- «The Circling Song» авт. Наваль Эль Саадави
- «Celestial Bodies» авт. Джоха Альхартхи